# Langflossenhecht
Der Langflossenhecht (Dinolestes lewini) ist ein in kleinen Schwärmen lebender Raubfisch aus der Gruppe der Barschverwandten (Percomorphaceae). Die Fische leben neritisch in Buchten und über Felsriffen an der Küste des südlichen Australien, nördlich bis New South Wales in Tiefen von 5 bis 65 Metern. Die Art steht monotypisch in der Gattung Dinolestes und der Familie Dinolestidae.

## Merkmale
Die Fische haben einen hechtartig langgestreckten Körper, als Maximallänge werden 50 bis 84 Zentimeter angegeben. Die Beschuppung besteht aus Cycloidschuppen und erstreckt sich auch auf den Kopf und die Basis der Bauchflossen. Das Seitenlinienorgan reicht bis auf die Schwanzflosse. Die Anzahl der Schuppen entlang des Seitenlinienorgans beträgt 64 bis 67. Die Wirbelsäule hat insgesamt 27 Wirbel, davon 10 vor dem Anus. Beide Rückenflossen stehen weit auseinander. Die kleine erste wird von vier bis fünf Hartstrahlen gestützt, die zweite von einem Hart- und 18 bis 19 Weichstrahlen. Die Afterflosse liegt der zweiten Rückenflosse symmetrisch gegenüber und ist nur etwas länger. Sie hat einen Hart- und 26 Weichstrahlen.
Im Maul befinden sich einige vergrößerte Fangzähne. Auch Gaumenbein (Palatinum) und Pflugscharbein (Vomer) sind bezahnt.

## Systematik
Der Langflossenhecht wurde im Jahr 1834 durch die britischen Naturforscher Edward Griffith und Charles Hamilton Smith erstmals wissenschaftlich beschrieben und den Hechten (Esox) zugeordnet. 1872 führte der deutsche Zoologe Carl Benjamin Klunzinger die Gattung Dinolestes ein, mit dem Langflossenhecht als einziger Art, und 1962 stellte Tevor D. Scott Art und Gattung in die Familie Dinolestidae. Wie viele andere Fischfamilien, deren Verwandtschaft nicht näher bestimmt werden konnte, wurde die Familie Dinolestidae lange Zeit den Barschartigen (Perciformes) zugeordnet. Auch der Fischsystematiker Ricardo Betancur-R und seine Mitarbeiter konnten in ihrer umfassenden Revision der Systematik der Knochenfische keine näheren Verwandtschaftsbeziehungen für die Dinolestidae bestimmen und ordneten die Familie mit dem Zusatz incertae sedis („unsicheren Sitzes“) den Barschverwandten (Percomorphacea) zu. W. Leo Smith und sein Team ermittelten schließlich in einer im Oktober 2018 veröffentlichten Arbeit, dass der Langflossenhecht zu einer artenreichen Klade der Barschverwandten gehört, der sie den Ordnungsnamen Acropomatiformes gaben. Die Acropomatiformes entsprechen in ihrer Zusammensetzung im Übrigen den Pempheriformes von Betancur-R et al.